# Daimon

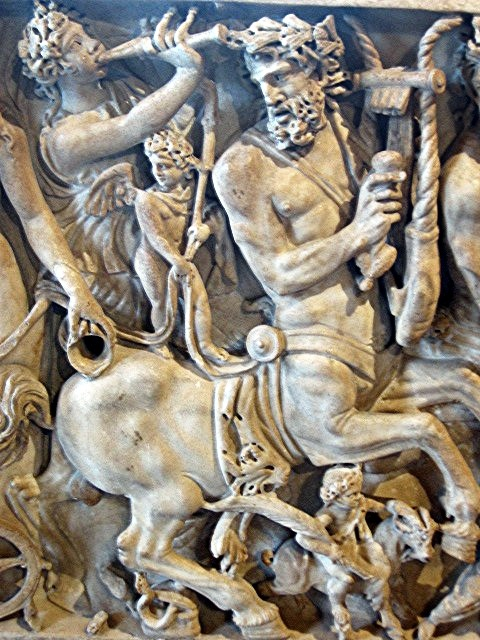
Kentaur och andra grekiska naturväsen, så kallade daimoner, framställt i relief på en romersk sarkofag från cirka 230 f. Kr. Ordet daimon, senare skrivit demon, fick i kristna sammanhang betydelsen «avgud» och «ond ande».

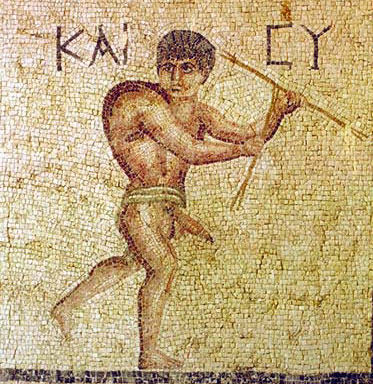
Mosaik av Tykhon, personifikationen av tur och lycka i grekisk mytologi. Tykhon betecknades daimon agathos, det vill säga en «god ande».

En daimon eller daimone (grekisk δαίμων) är i grekisk mytologi en gud, ande eller ett väsen som visar sin kraft i naturen. Begreppet har haft olika betydelser, men används idag främst för naturgudar eller naturdemoner i grekisk mytologi, som nymfer, satyrer, Pan, Muserna och kentaurer. Ordet daimon har också givit namn åt det judiska-kristna demon-begreppet. 
Daimoner är även ett begrepp som används i trilogin Den mörka materian. Daimoner är då människans "själ" som vandrar bredvid människorna i form av ett djur. Djurformen kan skifta när barnen är små, men de blir permanenta när de inträder vuxen ålder. 